# كاب ديجيتال
كاب ديجيتال هي مجموعة أعمال ، بدأت في عام 2006، وهي وكالة عامة فرنسية مخصصة لتطوير الاقتصاد المبتكر في منطقة إيل دو فرانس ، وفي فرنسا .

## روابط خارجية
- كاب ديجيتال
- فكر رقميًا، مؤسسة الفكر التابعة لشركة كاب ديجيتال